# 複々線

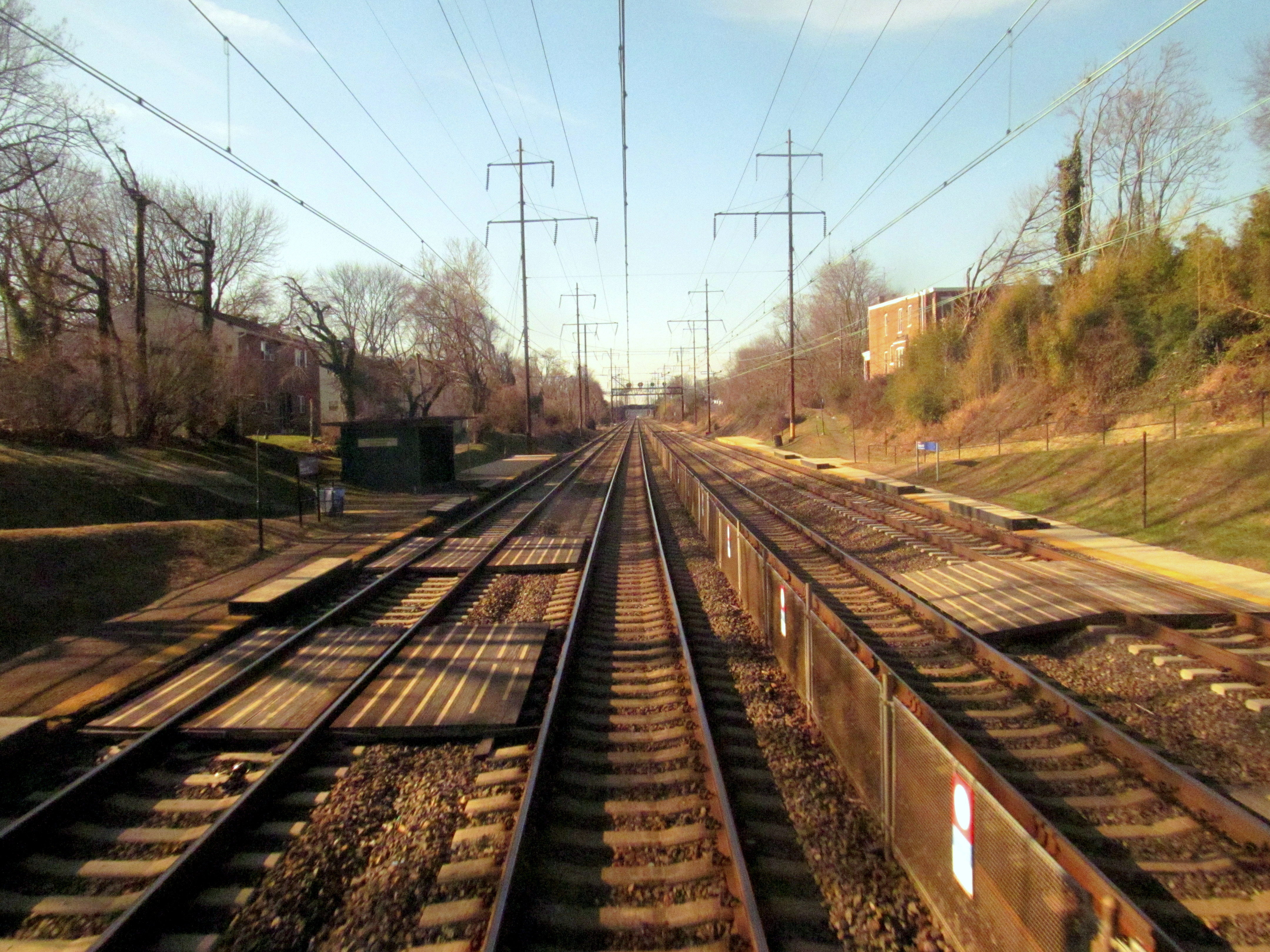
アメリカ北東回廊ペンシルベニア州の複々線区間

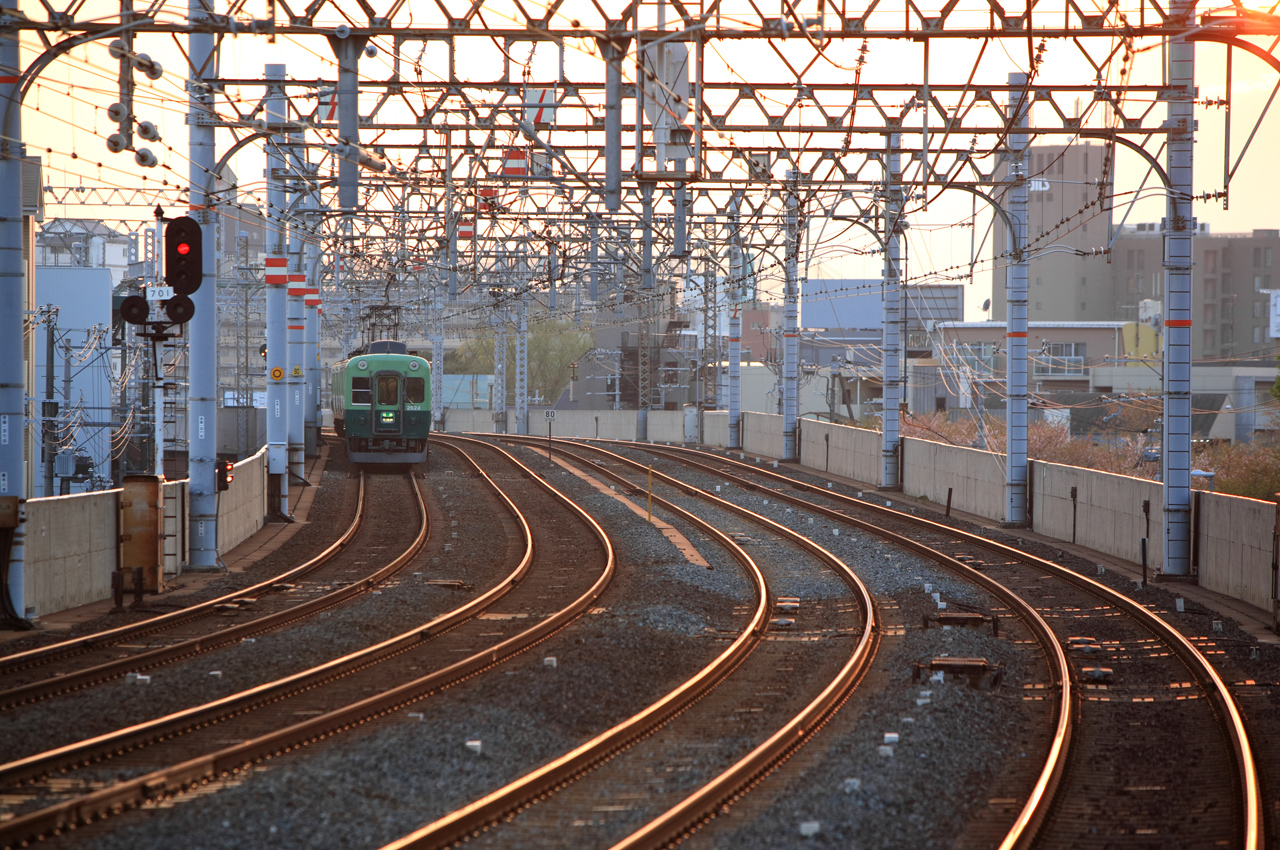
京阪電気鉄道京阪本線の複々線区間

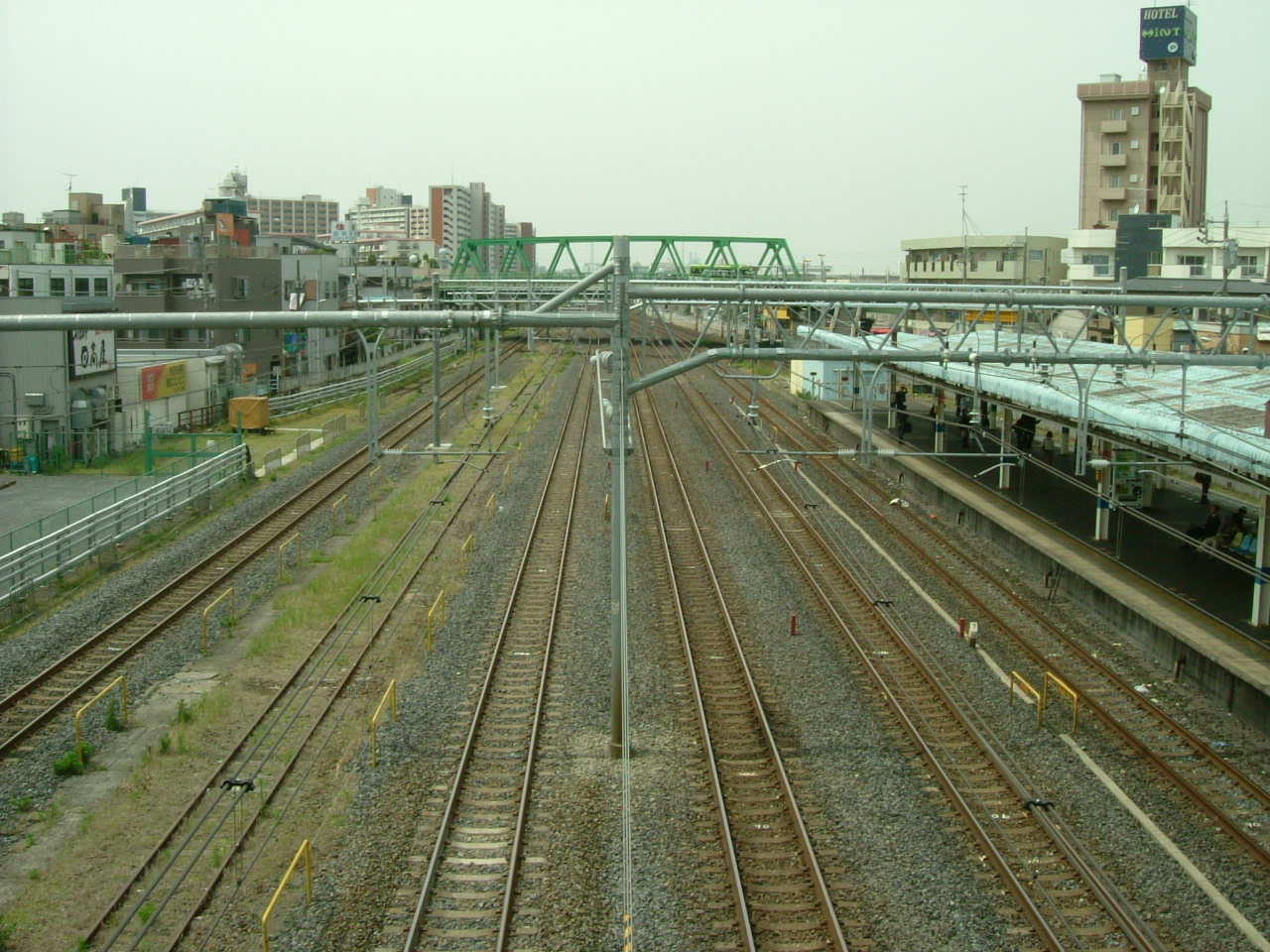
東日本旅客鉄道（JR東日本）東北本線の三複線区間（蕨駅）。
写真では計7本の線路が写っているが、左から2番目の線路は未使用の側線。

複々線（ふくふくせん、英: quadruple track）とは、2つの複線軌道、すなわち4本の軌道が敷設された線路を指す。言い換えると四線（しせん）。
同様に、6本が敷かれている3組の複線は三複線、8本が敷かれている4組の複線は四複線と呼ぶ。

## 概要
複線線路が隣接して敷設された状態。一般的にそれぞれの複線は列車の種別や系統によって使い分けられる。一部には立体的に複線を並べる場合もある。
緩急分離運転を行っている場合、速達列車が走行する線路を急行線または快速線、普通列車が走行する線路を緩行線と呼ぶ。JR線では歴史的な経緯から、それぞれを電車線・列車線と呼ぶ場合がある。
複々線は、複線と比較して停車場以外でも列車の追い越しが可能である。そのため、様々な速度帯、種別の列車を運行している路線では、適切に線路を使い分けることで、待避列車の待ち合わせ時間をなくすなど、効率的なダイヤが設定できる。
異なる事業者の複線が並行している場合や、同一事業者の複線路線が並行する区間でも、完全に別系統として運行管理されている場合は、複々線として扱われることは少ない。
日本一長い複々線区間は、西日本旅客鉄道（JR西日本）の東海道本線草津駅 - 山陽本線西明石駅間 (120.9 km) 。一方、JR四国はJR6社で唯一、複々線が存在しない。日本の私鉄で最も長い複々線区間は、東武伊勢崎線（東武スカイツリーライン）の北千住駅 - 北越谷駅間 (18.9 km) 。

## 配線による分類
複々線の配線は、方向別複々線と線路別複々線（系統別複々線）の2種類に大別できる。方向別複々線は、4線を上・上・下・下のように2線ずつ方向をそろえて敷設。線路別複々線はA線上・A線下・B線上・B線下のように路線別に並べて敷設。

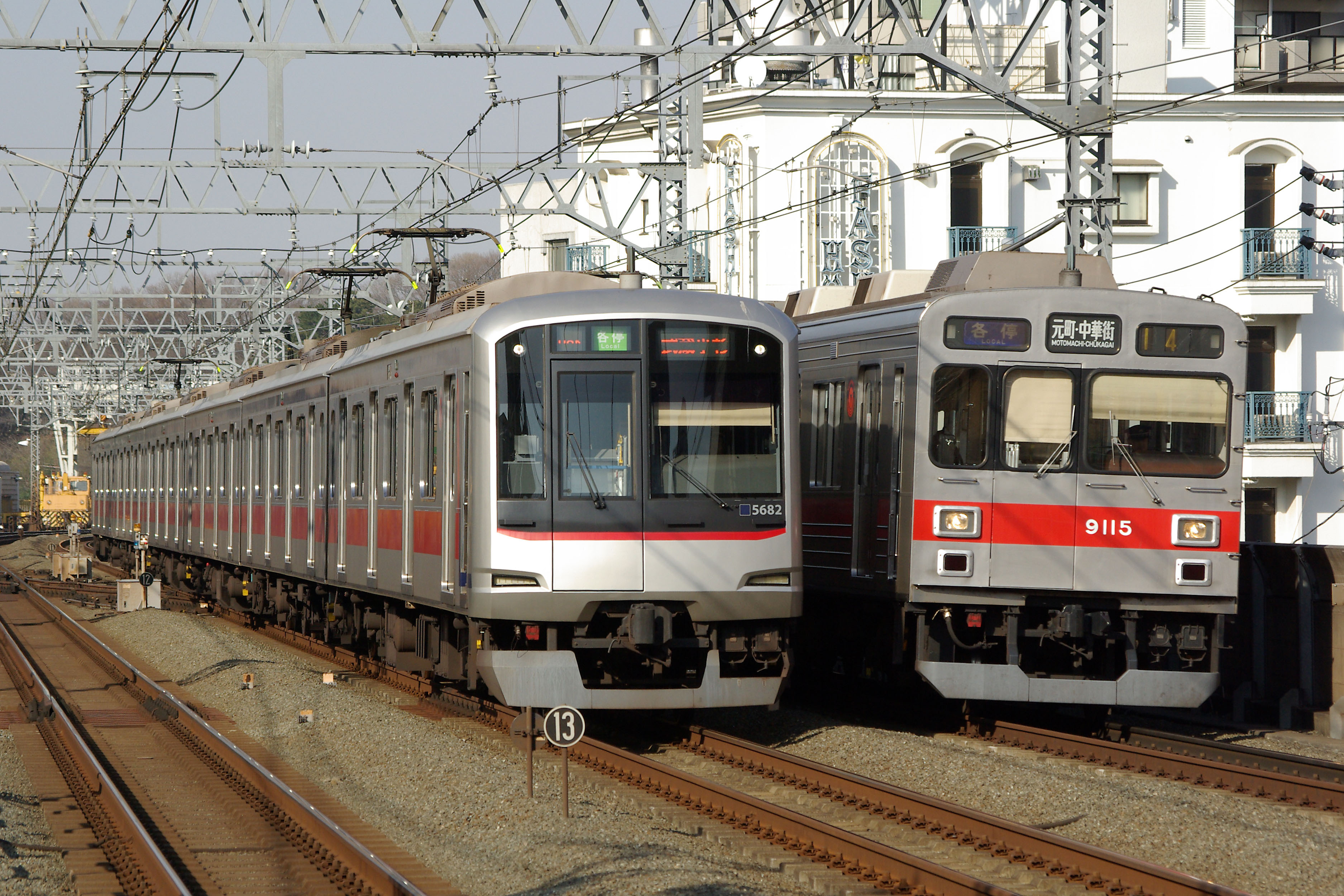
方向別複々線を並走する列車（東急東横線・東急目黒線）

### 方向別複々線
同じ方向への列車が隣り合って走行するため、間に島式ホームを設置することで、同方向の列車の対面乗り換えが可能。緩急分離運転を行っていれば、速達列車と緩行列車の連絡は容易。旅客にとっては便利な構造といえるが、後述のとおり事業者側にとっては不都合な側面もある。
- 複線区間を途中から方向別複々線にする場合は問題にならないが、二方から複線線路が合流してできる複々線区間を線路別複々線とするには、合流部分で少なくとも内側の2線は互いに交差させる必要がある。
  - この交差部を立体交差とする場合は建設費用が大きくなり、建設自体困難な場合もあり、平面交差とする場合はダイヤ構成に制約が生じる。

- また、複々線区間で外側の線路を走行する列車を折り返す場合、内側の2線を横断する必要があるため、運転上の制約が生じる。
  - これを完全に回避するためには引上げ線の立体交差化が求められる（例：萱島駅）が、それが不可能な条件下であっても、内側の線路の間に引上げ線を設ける（例：京都駅）ことで制約を軽減できる場合もある。

- 上記とは反対に、内側の線路を走行する列車の車両基地が線路外に存在する場合にも外側の2線を横断する必要がある。（例：東武伊勢崎線竹ノ塚駅高架化前の東京地下鉄千住検車区竹ノ塚分室）
- 可動式のホームドアが設置されていない駅において、急行線を走行する列車に通過列車と停車列車が混在する場合、急行線に面するホームを完全に壁や柵で塞ぐことはできないため、混雑時は安全上の懸念が生じる。ただし、一部の時間帯だけ急行線のホームが使用され、大半の時間帯が全列車通過となる路線において、当該急行ホームにロープを張って安全性を高めているケースもある（JR京都線・JR神戸線など）。

1970年代以降にラッシュ緩和を目的として整備された複々線は方向別が多い。

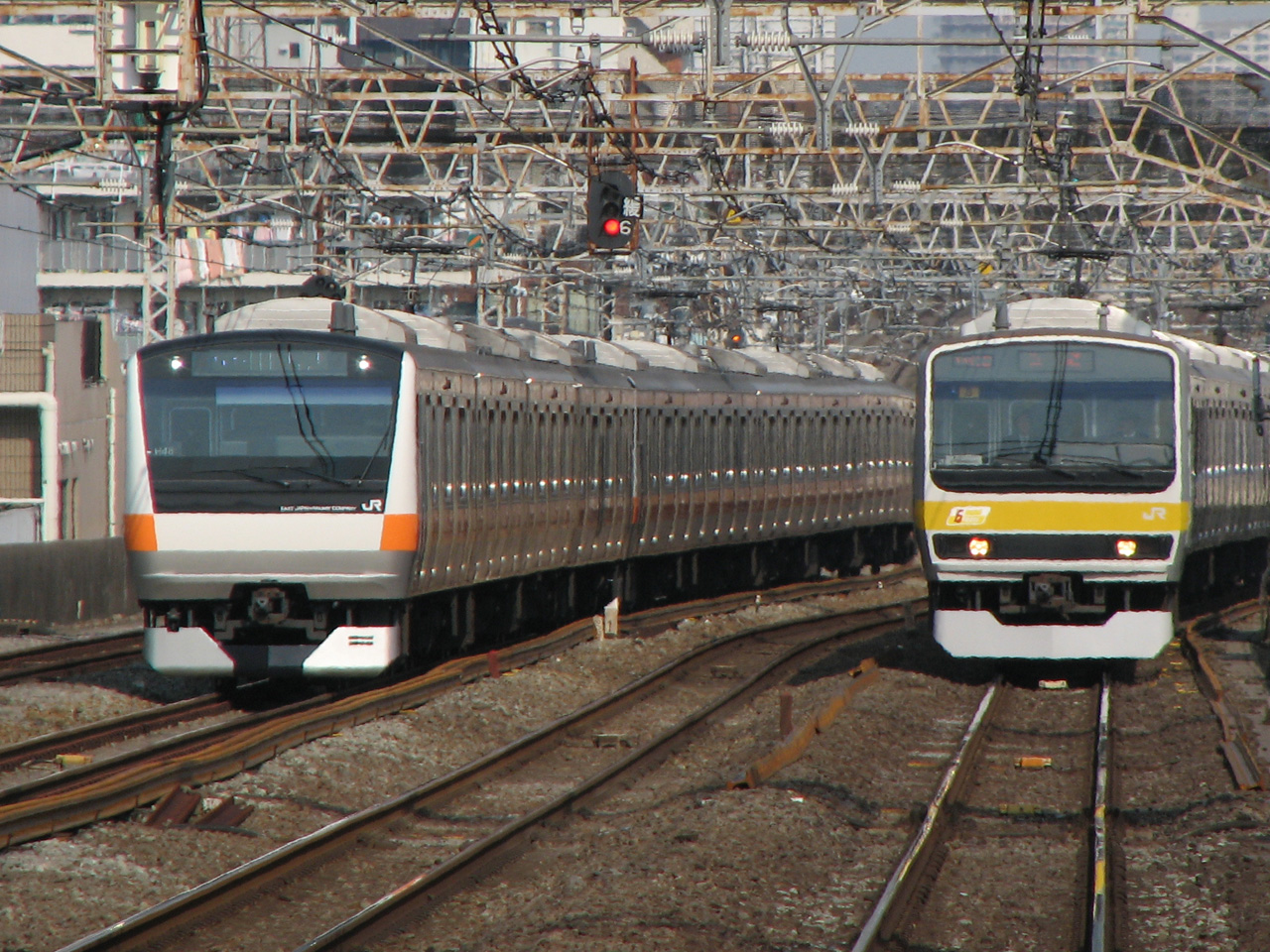
線路別複々線を並走する列車（JR東日本中央本線）

### 線路別複々線
隣り合う線路を走る列車は上下逆となるため、同方向へ向かう列車の乗り換えでは別のホームへ移動する必要がある。緩急分離運転であっても、列車同士の連絡は悪くなり、旅客にとっては不便な構造といえるが、後述のとおり事業者側にとっては好都合な側面もある。
- 2つの複線路線を合流させて線路別複々線区間とする場合、交差は生じない。
  - 反対に複線区間を途中から線路別複々線区間とする場合は交差が生じる。

日本ではJR東日本の首都圏エリアで多い方式で、国鉄時代の通勤五方面作戦で線路別複々線化の方式がとられたことによる。これは工事のしやすさや、駅ホームのスペースを重視したためである。利用客の反発をうけ、急行線でも各駅停車運転を行った例もある。

## 運転方法による分類
複々線の分類は、緩急分離運転と系統分離運転の2つの分類。またこれらを併せ持つ場合もある。

### 緩急分離運転
運転系統を各駅停車（緩行）と速達列車（急行）に分離する方法。これにより、速達列車の速度が向上し、緩行列車の待避も解消できる。
長距離列車を運行する列車線と短距離電車を運行する電車線の分離は、本質的には系統分離運転に属するが、分離した結果として実質的に緩急分離になることが多い。

### 系統分離運転
列車を運転系統で分離する方法。旅客列車と貨物列車を分離する貨客分離（かきゃくぶんり）のほか、京浜急行電鉄や京成電鉄、名古屋鉄道のように支線が合流する駅と隣の拠点駅までの1駅間のみ複々線化する例もある。

## 三線
複線に線路を1線追加したものを、三線（さんせん）、複単線（ふくたんせん）または1.5複線という。

### 別路線が合流する場合
別路線に直通する線路を敷設する場合に、駅と分岐点の間に敷かれる。なお、引き上げ線などをこれに充当することもある。
ターミナル駅と分岐駅の間で、複線の線路と単線の線路が併走する例
- 函館本線：札幌駅 - 桑園駅 （函館本線の複線と札沼線〈学園都市線〉用の単線が併走。構造的には函館本線の下り列車も札沼線の単線を走行可能で、函館本線から見れば下りのみ2線となる。）
- 鹿児島本線：博多駅 - 吉塚駅（鹿児島本線の複線と篠栗線用の単線が併走。)

### 緩急分離運転の場合
上りまたは下りの一方のみ2線を使用させ緩急分離している場合と、列車種別ごとに複線と単線を割り当てる場合がある。後者の場合、単線を割り当てられた種別は途中駅で列車交換を行う場合もある。さらに三線は、輸送需要が時間帯によって偏りが出るケース、すなわち、都市中心部と郊外を結ぶ路線で、朝に都心方向、夕に郊外方向への輸送需要が増大するときなどに、輸送力の増強手段、途中駅を通過する列車の速度向上手段などとして活用できる可能性をもっている。複々線に比べ、必要とする用地が4分の3であることが最大の利点であるが、双方向に運行可能とするための信号・保安設備の扱いの難しさや車両運用の問題などから、日本では以下の例のみに限られる。
上りまたは下りの一方のみ2線を使用させ緩急分離している例
- 京急本線：神奈川新町駅 - 子安駅間（上りが2線）
- 小田急小田原線：登戸駅 - 向ヶ丘遊園駅間（上りが2線。計画上は方向別複々線だが、用地確保の遅れに伴う暫定形）
- JR九州鹿児島本線：春日駅 - 南福岡駅（春日駅を出て上りが2線となる）

列車本数の多い種別に複線、少ない種別に単線を割り当てる例
- スイス連邦鉄道：ジュネーブ - コペ（fr:Coppet）間（列車本数の多い急行線を複線、列車本数の少ない緩行線を単線とし、緩行線列車は途中駅で列車交換を行う[5][6]。）
- スイス連邦鉄道：コペ - フネ（fr:Founex）間（一部の貨物列車は単線を走らせ、速度の高い旅客列車に追い抜かれる[7]。）

### 勾配緩和のため
JR東海道本線の南荒尾信号場 - 関ケ原駅間は、関ヶ原越えの勾配緩和のため垂井駅を経由しない下り線（新垂井線）と、垂井駅に下り普通列車を停車させるための単線の垂井線が並行し、合計で三線となっている。なお、新垂井線は特急列車と貨物列車・回送列車のみが、垂井線は普通列車のみが走行するため、結果的には前記の緩急分離運転にも該当する。
JR湖西線の山科駅 - 長等山トンネル内は、通常の複線に加え、貨物列車の牽引（けんいん）定数確保用の下り貨物線が併走している。貨物列車の他に特急列車もこの貨物線を走行し、ダイヤが乱れた場合は、貨物線を走行しない新快速や普通列車が琵琶湖線との分岐点から長等山トンネル入り口までの高架区間を使って特急を待避することがある（この区間で待避することで、後続の琵琶湖線列車に影響を及ぼさない）。

### その他
西武池袋線の秋津駅（正確には同駅の数百m先） - 所沢駅間では通常の複線に加え、東日本旅客鉄道（JR東日本）武蔵野線との連絡線を併走させ、三線としている。新車の甲種輸送や譲渡車の引渡しの時に使用され、現在は営業列車がこの連絡線を走行しない。

## 五線
複々線に1線追加した五線の区間もある。
例
- 東海道本線：京都駅 - 向日町駅（方向別複々線に単線1線追加。この単線は、京都駅30番のりば発の特急「はるか」や京都総合運転所への回送列車、京都貨物駅発の貨物列車が走行）
- 山陽本線：兵庫駅 - 鷹取駅（方向別から線路別に変わる複々線に単線1線追加。この単線は、和田岬線の出入庫用や訓練用として使用）

## 日本における複々線の例
どの範囲までを複々線とするかは、明確な定義はない。とりわけ複々線とするか別線扱いとするかは、鉄道事業者により、また時代により統一されていない。一例として『鉄道要覧』において、民営鉄道の摘要欄に複々線区間が記載されているが、形態上は複々線でも別線扱いとして記載されていない場合も多いうえ、JR路線はほとんど記載されていない。そのため、解釈によって下記以外の事例もある。

### 現存事例
| 事業者                   | 路線                            | 区間                                      | 長さ (km) | 内訳（系統） | 備考 |
| ------------------------ | ------------------------------- | ----------------------------------------- | --------- | --- | --- |
| JR北海道                 | 函館本線                        | 札幌駅 - 白石駅                           | 5.8       | 函館本線（旭川方面） 千歳線（南千歳方面） | 方向別 |
| JR東日本                 | 東海道本線                      | 東京駅 - 小田原駅                         | 83.9      | 東海道線（東京駅 - 小田原駅） 横須賀・総武快速線（東京駅 - 品川駅、鶴見駅 - 大船駅） 京浜東北線（東京駅 - 横浜駅） 山手線（東京駅 - 品川駅） 東海道貨物線（東戸塚駅 - 小田原駅） | 京浜東北線と山手線は東京駅 - 田町駅の各駅で方向別 東海道線と横須賀・総武快速線は戸塚駅で方向別 横須賀・総武快速線は湘南新宿ラインも走行 東海道貨物線は貨物列車以外に特急「湘南」が走行                                                                                      |
| JR東日本                 | 山手線                          | 品川駅 - 田端駅                           | 20.6      | 山手線 山手貨物線 | 山手貨物線は貨物列車以外に埼京線・湘南新宿ラインなどが走行 |
| JR東日本                 | 東北本線                        | 東京駅 - 大宮駅                           | 30.5      | 上野東京ライン・宇都宮線・高崎線（東京駅 - 日暮里駅、赤羽駅 - 大宮駅） 京浜東北線（東京駅 - 大宮駅） 山手線（東京駅 - 田端駅） 常磐線（上野駅 - 日暮里駅） 上野駅地平ホーム発着線（上野駅 - 日暮里駅） 東北貨物線田端方面（田端駅 - 大宮操車場） 東北貨物線西浦和方面（与野駅 - 大宮操車場） 東北貨物線（大宮操車場 - 大宮駅） | 京浜東北線と山手線は東京駅 - 田端駅の各駅で方向別 宇都宮線・高崎線（東北旅客線）と湘南新宿ライン（東北貨物線）は大宮駅で方向別 |
| JR東日本                 | 東北本線                        | 日暮里駅 - 尾久駅                         | 2.6       | 宇都宮線・高崎線 上野駅地平ホーム発着線 | |
| JR東日本                 | 中央本線                        | 御茶ノ水駅 - 三鷹駅                       | 21.5      | 急行線（中央線快速） 緩行線（中央・総武緩行線） | 御茶ノ水駅は方向別 |
| JR東日本                 | 常磐線                          | 北千住駅 - 取手駅                         | 32.2      | 快速線（常磐快速線） 緩行線（常磐緩行線） | 北千住駅 - 綾瀬駅間の緩行線は東京メトロ千代田線。 |
| JR東日本                 | 総武本線                        | 錦糸町駅 - 千葉駅                         | 34.4      | 快速線（横須賀・総武快速線） 緩行線（中央・総武緩行線） | |
| JR東日本                 | 品鶴線                          | 新川崎駅 / 新鶴見信号場 - 鶴見駅          | 3.9       | 旅客線（新川崎駅 - 鶴見駅） 貨物線（新鶴見信号場 - 鶴見駅） | 旅客線は横須賀・総武快速線と湘南新宿ラインが走行（鶴見駅は旅客ホームがないため通過）。 貨物線は相鉄線直通列車が走行し（新鶴見信号場には新川崎駅横を通過し、鶴見駅は旅客ホームがないため通過）、武蔵野線（貨物線である「武蔵野南線」）および南武線（尻手短絡線）と共用する。 |
| JR東海                   | 東海道本線                      | 金山駅 - 稲沢駅                           | 14.4      | 旅客線、中央西線 貨物線（稲沢線） | |
| JR西日本                 | 東海道本線 山陽本線             | 草津駅 - 西明石駅                         | 120.9     | 外側線（草津駅 - 西明石駅） 内側線（草津駅 - 西明石駅） 回送線（京都駅 - 向日町駅・単線） 梅田貨物線（吹田貨物ターミナル駅 - 新大阪駅 - 大阪駅） おおさか東線（新大阪駅 - 大阪駅） | 外側線と内側線は草津駅 - 新長田駅の各駅で方向別 梅田貨物線は貨物列車以外に特急「はるか」「くろしお」、おおさか東線列車が走行。なお、大阪駅梅田貨物線ホームは2023年3月18日開業。こちらは日本最長複々線である。                                                               |
| JR西日本                 | 関西本線                        | 天王寺駅 - 今宮駅                         | 2.2       | 大阪環状線 関西本線（大和路線） | 新今宮駅 - 天王寺駅は方向別 |
| JR西日本                 | 片町線                          | 放出駅 - 鴫野駅                           | 1.6       | おおさか東線 片町線（学研都市線） | 放出駅は方向別 |
| JR西日本                 | 山陽本線                        | 海田市駅 - 広島駅                         | 6.4       | 旅客線 貨物線 | 方向別（海田市駅を除く） |
| JR九州                   | 鹿児島本線                      | 門司駅 - 折尾駅                           | 24.6      | 鹿児島本線旅客線（門司駅 - 折尾駅） 鹿児島本線貨物線（門司駅 - 黒崎駅） 福北ゆたか線（黒崎駅 - 折尾駅） | |
| JR九州                   | 鹿児島本線                      | 博多駅- 竹下駅                            | 2.7       | 本線 竹下小運転線（回送線） | 竹下小運転線の一部は筑肥線廃止区間の名残 |
| 東武鉄道                 | 伊勢崎線                        | とうきょうスカイツリー駅・押上駅 - 曳舟駅 | 1.3       | 東武スカイツリーライン浅草駅発着系統 半蔵門線・田園都市線直通系統（中央林間方面） | 曳舟駅は方向別 |
| 東武鉄道                 | 伊勢崎線                        | 北千住駅 - 北越谷駅                       | 18.9      | | 西新井駅 - 北越谷駅の各駅は方向別 関東私鉄初の方向別複々線で、JR以外では最長 |
| 東武鉄道                 | 東上線                          | 和光市駅 - 志木駅                         | 5.3       | | 方向別 |
| 西武鉄道                 | 池袋線                          | 練馬駅 - 石神井公園駅                     | 4.6       | | 方向別 |
| 京成電鉄                 | 本線                            | 青砥駅 - 京成高砂駅                       | 1.2       | 本線系統（京成上野・京成船橋方面） 押上線（浦賀方面）・北総鉄道北総線（東松戸方面）系統 | 方向別 |
| 京王電鉄                 | 京王線                          | 新宿駅 - 笹塚駅                           | 3.6       | 京王線（京王線新宿駅発着） 京王新線（新線新宿駅・都営新宿線方面） | 笹塚駅は方向別 |
| 小田急電鉄               | 小田原線                        | 代々木上原駅 - 登戸駅                     | 11.7      | | 代々木上原駅 - 東北沢駅間と梅ヶ丘駅 - 登戸駅の各駅は方向別、その間の区間は二層式 |
| 東急電鉄                 | 東横線                          | 田園調布駅 - 日吉駅                       | 5.4       | 東横線 目黒線 | 方向別 武蔵小杉駅 - 元住吉駅間は二層式 田園調布駅 - 多摩川駅間は1927年から2000年まで線路別 |
| 東急電鉄                 | 田園都市線                      | 二子玉川駅 - 溝の口駅                     | 2.0       | 田園都市線 大井町線 | 方向別 |
| 京浜急行電鉄             | 本線                            | 金沢文庫駅 - 金沢八景駅                   | 1.4       | 本線 逗子線 | 方向別 |
| 東京地下鉄（東京メトロ） | 有楽町線 有楽町新線（副都心線） | 小竹向原駅 - 池袋駅                       | 3.0       | 有楽町線 有楽町新線（副都心線） | 路線別二層式（小竹向原のみ方向別） |
| 名古屋鉄道               | 名古屋本線                      | 神宮前駅 - 金山駅                         | 2.2       | 名古屋本線 常滑線 | 方向別 |
| 近畿日本鉄道             | 大阪線                          | 大阪上本町駅 - 布施駅                     | 4.1       | 大阪線 奈良線 | 鶴橋駅・今里駅は方向別（1975年以前は線路別）、布施駅は二層式 |
| 南海電気鉄道             | 南海本線                        | 難波駅 - 岸里玉出駅                       | 3.9       | 南海本線 高野線 | |
| 南海電気鉄道             | 南海本線                        | 岸里玉出駅 - 住ノ江駅                     | 2.8       | | 方向別 |
| 阪神電気鉄道             | 阪神本線 阪神なんば線           | 大物駅 - 尼崎駅                           | 0.9       | 阪神本線（大阪梅田駅方面） 阪神なんば線（大阪難波・近鉄奈良方面） | 尼崎駅は方向別 |
| 京阪電気鉄道             | 京阪本線                        | 天満橋駅 - 寝屋川信号所                   | 12.6      | | 京橋駅 - 萱島駅の各駅は方向別、JR西日本 東海道・山陽線西明石駅 - 草津駅以外では関西最長 |
| 阪急電鉄                 | 宝塚本線                        | 大阪梅田駅 - 十三駅                       | 2.4       | 宝塚本線 京都本線 | 神戸本線も併走するため、事実上の三複線。JR以外かつ日本の私鉄営業路線で唯一の三複線。 |

### 廃止事例
| 事業者         | 路線             | 区間            | 長さ (km) | 内訳（系統）    | 備考                                             |
| -------------- | ---------------- | --------------- | --------- | --------------- | ------------------------------------------------ |
| JR九州         | 筑豊本線         | 折尾駅 - 中間駅 | 4.1       | 筑豊本線 貨物線 |                                                  |
| IRいしかわ鉄道 | IRいしかわ鉄道線 | 金沢駅 - 森本駅 | 5.4       | 旅客線 貨物線   | 旅客線に東金沢駅設置。北陸新幹線建設に伴い廃止。 |

## 日本における三線の例

### 現存事例
| 事業者       | 路線               | 区間                                        | 長さ (km) | 内訳（系統）                                | 備考                                                                          |  |
| ------------ | ------------------ | ------------------------------------------- | --------- | ------------------------------------------- | ----------------------------------------------------------------------------- |  |
| JR北海道     | 函館本線           | 桑園駅 - 札幌駅                             | 1.6       | 函館本線（複線） 札沼線（学園都市線、単線） |                                                                               |  |
| JR北海道     | 函館本線           | 札幌貨物ターミナル駅 - 厚別駅               | 1.6       | 旅客線（複線） 貨物線（単線）               |                                                                               |  |
| JR東日本     | 東北本線           | 東仙台駅 - 東仙台信号場                     | 1.7       | 旅客線（複線） 貨物線（単線）               |                                                                               |  |
| JR東日本     | 南武線             | 八丁畷駅 - 川崎新町駅                       | 0.9       | 東海道貨物線（複線） 南武線（単線）         |                                                                               |  |
| JR東日本     | 青梅線             | 立川駅 - 西立川駅                           | 1.9       | 青梅線（複線） 青梅短絡線（単線）           | 青梅短絡線は南武線との直通列車、中央線快速からの直通列車が走行                |  |
| JR東日本     | 東北本線(宇都宮線) | 大宮駅 - 大宮総合車両センター東大宮センター | -         | 東北本線（複線） 回送線（単線）             |                                                                               |  |
| JR西日本     | 大阪環状線         | 福島駅 - 西九条駅                           | 2.6       | 大阪環状線（複線） 梅田貨物線（単線）       | 梅田貨物線は貨物列車以外に特急「はるか」「くろしお」が走行                    |  |
| JR九州       | 鹿児島本線         | 吉塚駅 - 博多駅                             | 1.8       | 鹿児島本線（複線） 福北ゆたか線（単線）     |                                                                               |  |
| JR九州       | 鹿児島本線         | 南福岡駅 - 春日駅                           | 1.2       | 上り線（2線） 下り線（1線）                 | 上り副本線は廃止された引き込み線を転用。 信号機等には「大蔵線」と表記される。 |  |
| 小田急電鉄   | 小田原線           | 登戸駅 - 向ヶ丘遊園駅                       | 0.6       | 上り線（2線） 下り線（1線）                 |                                                                               |  |
| 京浜急行電鉄 | 本線               | 子安駅 - 神奈川新町駅                       | 0.7       | 上り線（2線） 下り線（1線）                 |                                                                               |  |

### 廃止事例
| 事業者   | 路線     | 区間            | 長さ (km) | 内訳（系統）                          | 備考 |
| -------- | -------- | --------------- | --------- | ------------------------------------- | --- |
| JR西日本 | 山陽本線 | 宇部駅 - 厚狭駅 | 9.8       | 山陽本線 貨物線（美祢線－宇部線直通） | 美祢線から宇部線宇部港駅方面への貨物輸送が盛んであったことに加え、本数の多かった山陽本線を平面交差することがダイヤ上困難であったため、貨客分離の三線（旅客複線・貨物単線）となっていた。また、山陽本線下関方面や美祢線から宇部線に直通する旅客列車もこの貨物線を走行していた。 その後美祢線貨物列車の減少および、山陽新幹線開業に伴う山陽本線の列車減少により、1997年（平成9年）3月31日に貨物単線が撤去され複線になっている。 |

## かつて日本で構想された複々線
- 京葉線 - 新木場駅 - 蘇我駅間複々線化が提唱（京葉線#千葉県による複々線化構想）
- 中央本線（中央線快速） - 通勤五方面作戦において三鷹駅 - 立川駅間複々線化が提唱、またこれとは別に東京駅 - 御茶ノ水駅の複々線化も検討[10]
- 東海道本線 - 通勤五方面作戦において大船駅 - 平塚駅間三複線化が構想
- 高崎線 - 埼京線延伸と関連した大宮駅 - 宮原駅間複々線化が構想、また埼玉県は宮原 - 熊谷駅間も構想（埼京線#通勤新線の構想と実際の施設を参照）
- 京王線 - 交通政策審議会答申第198号において笹塚駅 - 調布駅間複々線化が提唱
- 小田急小田原線 - 神奈川県鉄道輸送力増強促進会議では登戸駅 - 相模大野駅間複々線化を要望（登戸 - 向ヶ丘遊園間は三線区間として整備済み）
- 東急田園都市線 - 交通政策審議会答申第198号において溝の口駅 - 鷺沼駅間複々線化が提唱
- 東急東横線 - 運輸政策審議会答申第18号においては日吉駅 - 大倉山駅間複々線化が構想
- 京急本線 - 都市交通審議会答申第9号において屏風浦駅 - 金沢文庫駅間複々線化が提唱
- 西武新宿線 - 西武新宿駅 - 上石神井駅間複々線化が構想（西武新宿線#複々線計画を参照）
- 西武池袋線 - 石神井公園駅 - 保谷駅間複々線化が構想（東京メトロ有楽町線#都市交通審議会答申第15号を参照）
- 東武伊勢崎線 - 北越谷駅 - 東武動物公園駅間複々線化を東武伊勢崎線整備促進協議会（現：東武伊勢崎線・野田線整備促進協議会）が要望していた
- 相鉄本線 - 横浜駅 - 二俣川駅間複々線化が構想（相鉄本線#その他を参照）
- 東海道線静岡地区 - 静岡地区複々線化の記述あり（静清モノレールを参照）
- 東海道本線 - 大府駅 - 名古屋駅間複々線化が提唱。また第3次愛知県地方計画 (1970) では稲沢駅 - 米原駅間の複々線化を提言（南方貨物線#概要を参照）
- 中央本線 - 高蔵寺駅 - 勝川駅間複々線化が構想（JR東海交通事業城北線を参照）
- 名鉄名古屋本線 - 1972年都市交通審議会名古屋圏部会において金山駅 - 須ヶ口駅複々線化が答申
- 阪和線 - 天王寺駅 - 鳳駅間複々線化が構想（阪和線#複々線化計画と大阪市内区間の高架化を参照）
- Osaka Metro御堂筋線 - 御堂筋の車線幅の東側約半分を用いて意図的に配置を片寄せて建設されており、大正時代の計画段階で既に「急行線」として残る半分の用地を用いて複々線化し、後日輸送力の倍増が実施可能となるよう計画されていた（市営モンロー主義を参照）
- 阪神本線 - 第二阪神線を参照

## 日本以外の複々線の例

### アメリカ
- ニューヨーク市地下鉄 - ニューヨーク市地下鉄においては、マンハッタン島内を中心に複々線区間が数多く存在し、日常的に急行運転 (Express Service) が行われている。また、クイーンズやブロンクスには三線区間があり、一部はラッシュ時にピーク方向限定の急行運転に活用されている。
- メトロノース鉄道 - ニューヘイブン線のグランドセントラル - ニュー・ヘイブン＝ユニオン間は複々線である。（ミルフォード駅周辺は一部三線）
- シカゴの高架鉄道線（シカゴ・L）、通勤鉄道線（メトラ） - シカゴの高架鉄道線の三線区間は、ビルの谷間を走るために複々線への線増困難な地域に設けられ、限られた用地における線増の事例としては画期的なものであったが、その後撤去された。通勤鉄道線の三線区間は現在も残り、ニューヨーク地下鉄同様急行運転で活用されていた。

### 台湾
- 台湾鉄路管理局縱貫線 八堵 - 南港場内信号機手前の間は三単線。
- 台湾鉄路管理局縱貫線 樹林 - 南樹林間は三単線。
- 台湾鉄路管理局縱貫線・内湾線 新竹 - 北新竹間は線路別複々線。

### 韓国

#### 韓国鉄道公社
- 京釜線ソウル・地下ソウル駅 - 九老間は線路別三複線、九老 - 斗井間は方向別複々線。
- 京仁線九老 - 東仁川間 - 方向別複々線
- 京元線及び中央線清凉里 - 回基間 - 線路別複々線
- 中央線及び京春線上鳳 - 忘憂間 - 線路別複々線
- 京義線陵谷 - デジタルメディアシティ間 - 方向別複々線

### 香港
- 香港鉄路有限公司東涌線および機場快線九龍 - 茘景手前の区間は方向別複々線、茘景駅構内 - 青茘橋手前（藍巴勒海峡を渡る橋梁）までは線路別複々線、青茘橋 - 青衣間は上下二層式方向別複々線（上層は上り東涌・博覧館方面、下層は下り香港方面）。

以下の路線は基本的に方向別複々線だが、対面乗り換えを考慮して駅間で線路配置が変わる。
- 香港鉄路有限公司港島線および将軍澳線鰂魚涌 - 北角
- 香港鉄路有限公司観塘線および将軍澳線調景嶺 - 油塘
- 香港鉄路有限公司観塘線および荃湾線太子 - 油麻地

### 中国
- 広州鉄路集団公司広深線深圳 - 広州は線路別複々線。
- 北京地下鉄1号線および八通線四恵東 - 四恵は線路別複々線[注 6]。
- 中国鉄路総公司京滬高速鉄道および滬寧都市間鉄道上海虹橋 - 崑山南は線路別複々線。

### タイ
- タイ国有鉄道北本線 ランシット - バーンパーチー間は三単線。
- タイ国有鉄道東本線 フアマーク - チャチューンサオ間は三単線。
- ダークレッドライン クルンテープ・アピワット中央 - ランシット間は複々線[注 7]。

### インド
- ムンバイ近郊鉄道のセントラルライン（中心部線）チャトラパティ・シヴァージー・ターミナス駅 - カリヤン・ジャンクション駅（英語版）の間
- ムンバイ近郊鉄道のウェスタンライン（西部線）チャーチゲート駅 - ビラール駅の間
- ガジアバド・ジャンクション駅（英語版） - アナンド・ビハール・ターミナル駅（英語版）の間の本線
- ニューデリー駅 - パルハール駅（英語版） (ハリヤーナー州) 間の本線
- チェンナイ近郊鉄道のチェンナイ・ビーチ駅 - チェンガルパットゥ・ジャンクション駅（英語版）の間
- チェンナイ近郊鉄道のチェンナイ・セントラル駅 - ティルヴァッルール駅の間
- ハウラー - デーリー線（英語版）のバルダマーン・ジャンクション駅 - アサンソル駅の間

### イタリア
- 北ミラノ鉄道（ミラノ近郊鉄道）ミラノ・カドルナ - サロンノ間。